# 寵物門

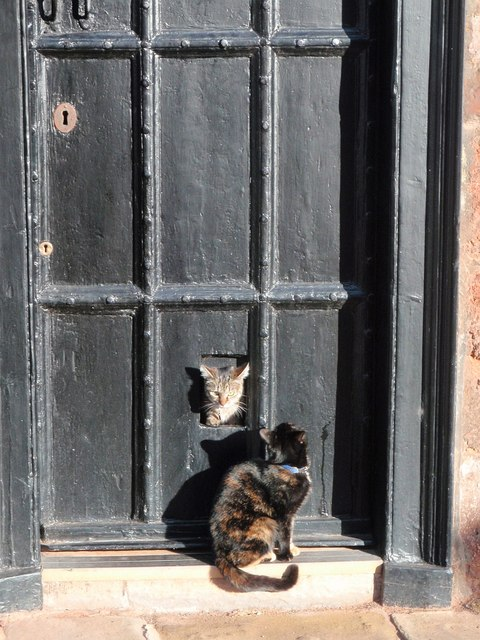
在寵物門旁的貓。

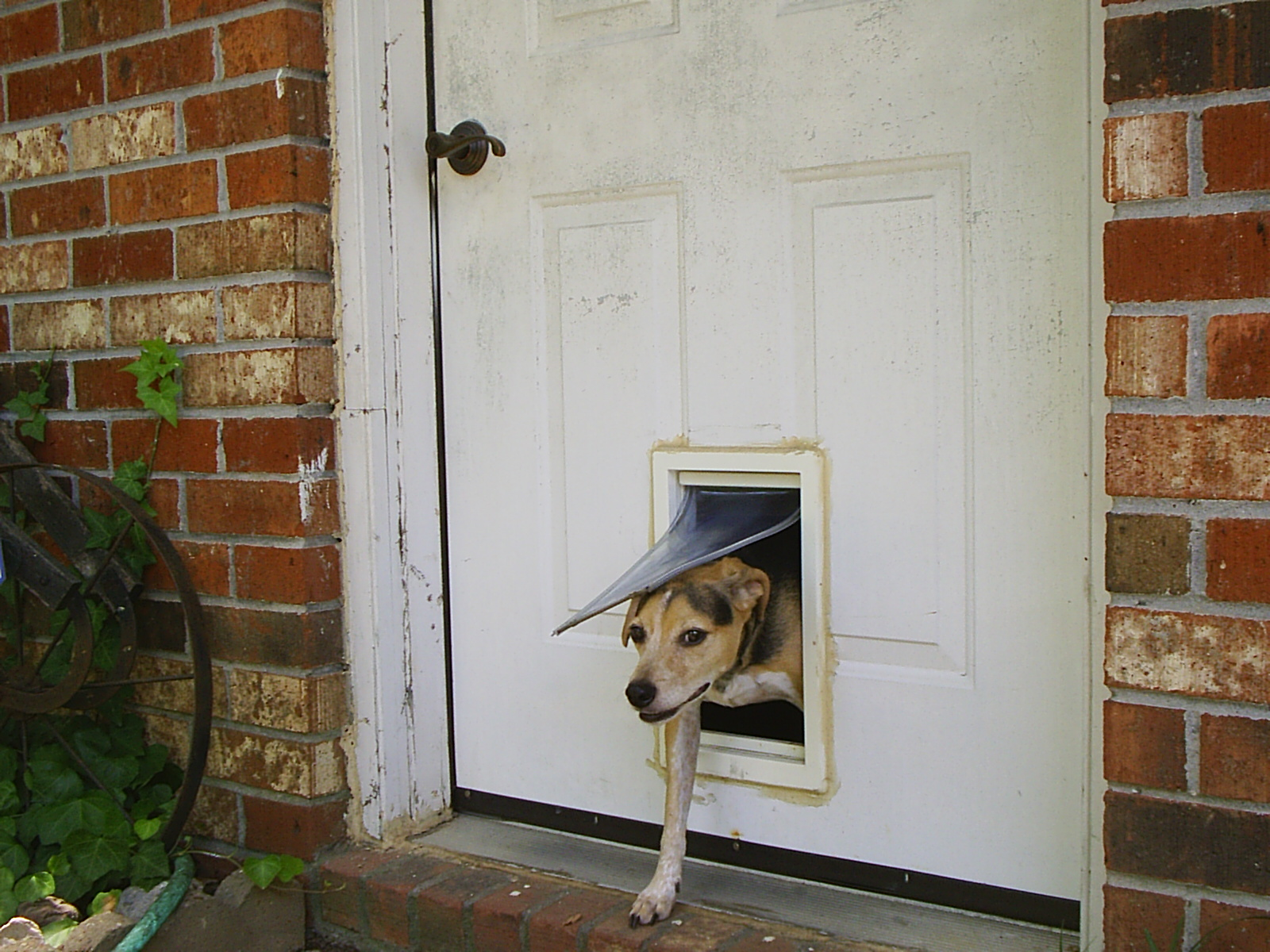
一隻狗進出寵物門。

寵物門，包括狗門和貓門，是一種位於住宅門上或牆壁上的小門，可讓家裡飼養的寵物（家犬或家貓）能夠自由出入房子。
目前也出現了可用手機遙控的寵物門。

## 歷史
有傳言聲稱貓門的發明者是艾薩克·牛頓，據稱他在書房工作時，因為被想要進出的貓的抓門聲音所困擾，所以讓木匠在其門上鑿出一個洞，不過這種說法的真實性被質疑:171-173。早在14世紀的文獻就已有提及貓門，英國作家喬叟的《坎特伯里故事集》其中一個故事提及一種「在門板下端開的洞，常見貓穿過門口溜進溜出」:171-173。
19世紀法國作家居伊·德·莫泊桑一次在一棟1530年建成的「四游城堡」夜宿時，得知當地一帶的老式房屋的牆壁都設有互通的「貓縫」，讓貓通行無阻:172。